# Stylopage grandis
Stylopage grandis Dudd. – gatunek grzybów z rzędu zwierzomorkowców (Zoopagales). Grzyb mięsożerny i koprofilny.

## Systematyka i nazewnictwo
Pozycja w klasyfikacji według Index Fungorum:
Stylopage, Zoopagaceae, Zoopagales, Incertae sedis, Zoopagomycetes, Zoopagomycotina, Zoopagomycota, Fungi.
Gatunek ten opisał w 1950 r. C.L. Duddington w Anglii na nicieniu.

## Morfologia i tryb życia
Występuje w glebie, oraz w odchodach niektórych zwierząt. Tworzy słabo rozgałęzione wegetatywne strzępki o szerokości około 5 μm pokryte bezbarwnym klejem. Konidiofory wyprostowane, długości 300-500 µm, zawierające maksymalnie 2 konidia o owalnym kształcie. Są to największe konidia w rodzaju Stylopage. Mają długość 27–61 μm i szerokości 13–26 μm. Zygospory nieznane.
Łowi drobne nicienie o długości do około 0,5 mm za pomocą strzępek pokrytych klejącym śluzem. Gdy zwierzę dotknie jego strzępek przykleja się do szybko krzepnącego śluzu i zostaje uwięzione. Ze strzępek do wnętrza ciała zwierzęcia wnikają ssawki grzyba trawiące jego ciało za pomocą enzymów.